# NGC 4607
NGC 4607 est une galaxie spirale barrée vue par la tranche et située dans la constellation de la Vierge. Sa vitesse par rapport au fond diffus cosmologique est de 2 583 ± 23 km/s, ce qui correspond à une distance de Hubble de 38,10 ± 2,69 Mpc (∼124 millions d'al). NGC 4607 a été découverte par l'astronome irlandais R. J. Mitchell en 1854.
La classe de luminosité de NGC 4607 est II et elle présente une large raie HI. C'est aussi une galaxie LINER, c'est-à-dire une galaxie dont le noyau présente un spectre d'émission caractérisé par de larges raies d'atomes faiblement ionisés.
NGC 4607 faisait partie des galaxies étudiées lors du relevé de l'hydrogène neutre de l'amas de la Vierge par le Very Large Array. Les résultats de cette étude sont sur cette page du site du VLA.

## Distance de NGC 4607
À ce jour, une dizaine de mesures non basées sur le décalage vers le rouge (redshift) donnent une distance de 16,360 ± 5,207 Mpc (∼53,4 millions d'al), ce qui est loin à l'extérieur des valeurs de la distance de Hubble.
Comme pour les autres galaxies du groupe de M88 décrit par A.M. Garcia, les mesures non basées sur le décalage donnent une distance inférieure à la distance de Hubble. D'ailleurs, cette galaxie, comme plusieurs de l'amas de la Vierge, est relativement rapprochée du Groupe local et on obtient souvent une distance très différente en se basant sur le décalage en raison de leur mouvement propre dans le groupe où dans l'amas où elles sont situées. La distance de 16.360 Mpc est sans aucun doute plus près de la réalité. Selon ces deux mesures, NGC 4607 se dirige vers le centre de l'amas en direction opposée à la Voie lactée. Notons que c'est avec la valeur moyenne des mesures indépendantes, lorsqu'elles existent, que la base de données NASA/IPAC calcule le diamètre d'une galaxie.

## La paire de galaxies NGC 4606 et NGC 4607
Selon Vaucouleur et Harold Corwin, NGC 4606 et NGC 4607 forment une paire de galaxies. Si l'on se fie aux mesures non basées sur le décalage, NGC 4606 est à 16,350 ± 4,312 Mpc (∼53,3 millions d'al) de la Voie lactée, une valeur semblable aux mesures non basées sur le décalage de NGC 4607. Même si leur vitesse radiale diffère de 630 km/s, il se pourrait que ces deux galaxies forment une paire réelle, car le décalage vers le rouge de NGC 4607 comme celui de plusieurs galaxies du groupe de M88 est augmenté par leur mouvement vers le centre de l'amas de la Vierge en direction opposée de la Voie lactée. De même, plusieurs galaxies du groupe de M87 sont aussi en mouvement dans l'amas de la Vierge et comme cet amas est près du Groupe local, la distance de celles-ci calculées à partir du décalage est souvent imprécise ou même erronée. On doit cependant souligner que ces deux galaxies appartiennent à des groupes différents, ce qui est assez étonnant si elles forment une réelle paire de galaxie.

## Groupe de M88, de M60 et l'amas de la Vierge
Selon A.M. Garcia, NGC 4607 fait partie du groupe de M88 (NGC 4501). Ce groupe de galaxies comprend au moins 44 membres, dont 17 apparaissent au New General Catalogue et 18 à l'Index Catalogue
D'autre part, la plupart des galaxies du New General Catalogue et seulement trois de l'Index Catalogue du groupe de M88 apparaissent  dans une liste de 227 galaxies d'un article publié par Abraham Mahtessian en 1998. La galaxie NGC 4607 en est cependant absente. Cette liste comporte plus de 200 galaxies du New General Catalogue et une quinzaine de galaxies de l'Index Catalogue. On retrouve dans cette liste 11 galaxies du Catalogue de Messier, soit M49, M58, M60, M61, M84, M85, M87, M88, M91, M99 et M100.
Toutes les galaxies de la liste de Mahtessian ne constituent pas réellement un groupe de galaxies. Ce sont plutôt plusieurs groupes de galaxies qui font tous partie d'un amas galactique, l'amas de la Vierge. Pour éviter la confusion avec l'amas de la Vierge, on peut donner le nom de groupe de M60 à cet ensemble de galaxies, car c'est l'une des plus brillantes de la liste. L'amas de la Vierge est en effet beaucoup plus vaste et compterait environ 1300 galaxies, et possiblement plus de 2000, situées au cœur du superamas de la Vierge, dont fait partie le Groupe local,.
De nombreuses galaxies de la liste de Mahtessian se retrouvent dans onze groupes décrits dans l'article d'A.M. Garcia , soit le groupe de NGC 4123 (7 galaxies), le groupe de NGC 4261 (13 galaxies), le groupe de NGC 4235 (29 galaxies), le groupe de M88 (13 galaxies, M88 = NGC 4501), le groupe de NGC 4461 (9 galaxies), le groupe de M61 (32 galaxies, M61 = NGC 4303), le groupe de NGC 4442 (13 galaxies), le groupe de M87 (96 galaxies, M87 = NGC 4486), le groupe de M49 (127 galaxies, M49 = NGC 4472), le groupe de NGC 4535 (14 galaxies) et le groupe de NGC 4753 (15 galaxies). Ces onze groupes font partie de l'amas de la Vierge et ils renferment 396 galaxies. Certaines galaxies de la liste de Mahtessian ne figurent cependant dans aucun des groupes de Garcia et vice versa.